# Александровська сільська рада (Сарактаський район)
Алекса́ндровська сільська рада (рос. Александровский сельский совет) — сільське поселення у складі Сарактаського району Оренбурзької області Росії.
Адміністративний центр — село Друга Александровка.

## Населення
Населення — 479 осіб (2019; 537 в 2010, 680 у 2002).

## Склад
До складу сільської ради входять:
| Населений пункт           | Населення, осіб (2002) | Населення, осіб (2010) |
| ------------------------- | ---------------------- | ---------------------- |
| Друга Александровка, село | 601                    | 479                    |
| Свиногорка, присілок      | 79                     | 58                     |